# Christoph Knaut
Christoph Knaut, auch Christophorus Knauth (* 1. April 1638 in Halle; † 7. Oktober 1694 ebenda) war ein deutscher Arzt und Botaniker. Er war der Bruder von Christian Knaut.

## Leben und Wirken

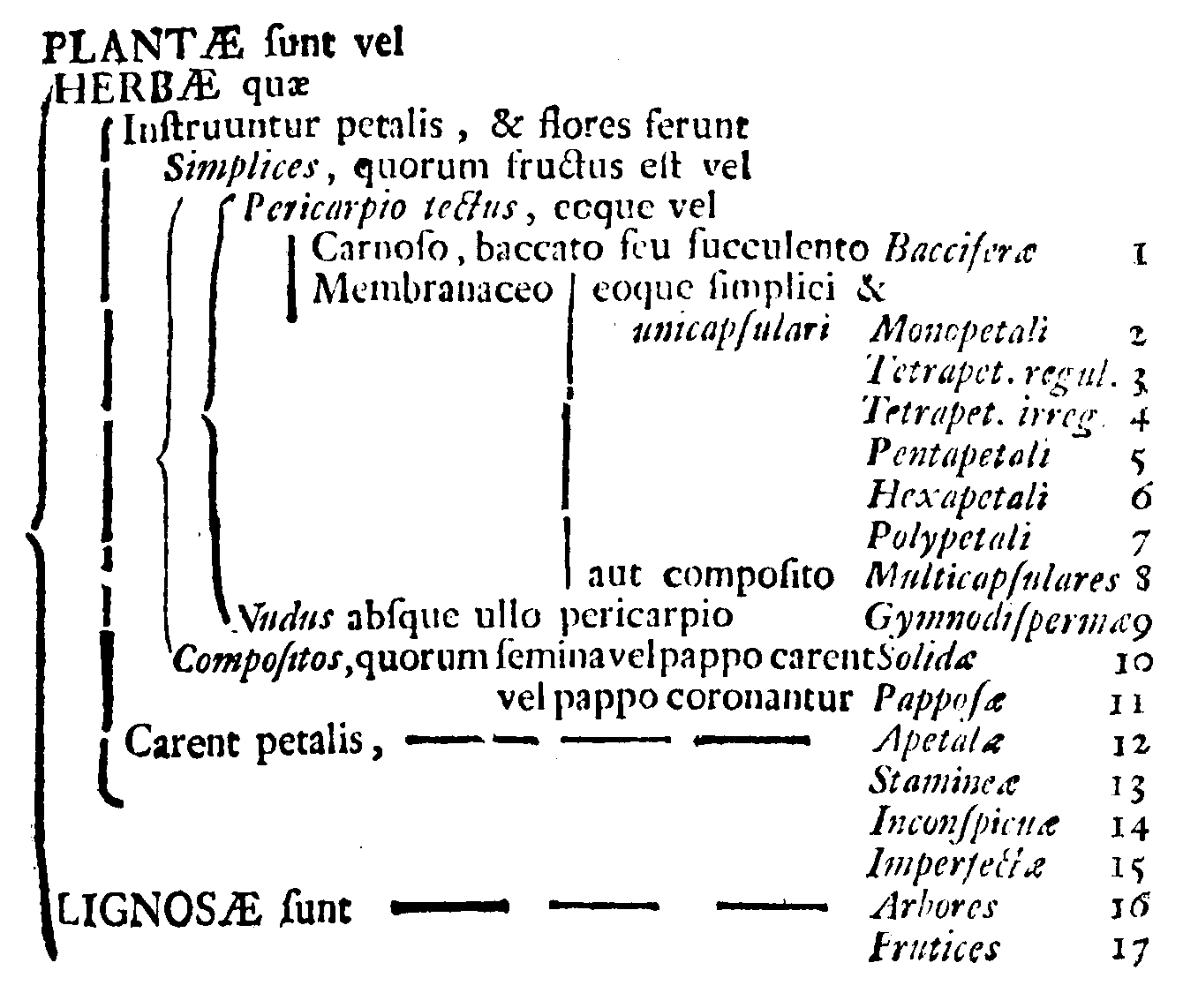
Schlüssel zur Systematik von Knaut in Linnés Classes Plantarum von 1738.

Christoph Knaut entwickelte sein eigenes, auf der Methode von John Ray beruhendes System, als er 1687 seine Flora von Halle veröffentlichte. Er beschrieb darin 17 verschiedene Pflanzenklassen. Er entwarf damit eines der taxonomischen Systeme, mit denen sich Carl von Linné kritisch auseinandersetzte.

## Ehrungen
Carl von Linné benannte ihm und seinem Bruder zu Ehren die Gattung Knautia der Pflanzenfamilie der Kardengewächse (Dipsacaceae).

## Schriften (Auswahl)
- Enumeratio Plantarum Circa Halam Saxonum Et In Eius Vicinia, Ad Trium Fere Milliarium Spatium, Sponte Provenientium: Cum earum Synonymiis, locis natalibus ubi proveniunt, & tempore quo florent … & Indice copioso, in Botanophilorum gratiam methodice consignata. Leipzig 1687.
- Herbarium Hallense. Sive Plantarum Quae Circa Halam Saxonum Et In Eius Vicinia, Ad Trium Fere Milliarum Spatium, Sponte Proveniunt Methodica Enumeratio: Cum earum Synonymiis, locis natalibus ubi proveniunt, & tempore quo florent, additis characteribus generum summorum atq[ue] subalternorum & Indice copioso. Halle 1689.